# Jurij Želudkov
Jurij Vladimirovič Želudkov (in russo Юрий Владимирович Желудков?, angl. Yuri Vladimirovich Zheludkov; Petrodvorec, 8 marzo 1959) è un allenatore di calcio ed ex calciatore russo, fino al 1991 sovietico, di ruolo attaccante.

## Carriera

### Club
Gioca inizialmente per la Dinamo Leningrado per poi diventare una leggenda dello Zenit. A fine carriera vive esperienze in Svezia, Israele e Finlandia. Nel 1984 realizza 17 marcature piazzandosi al terzo posto tra i capocannonieri e contribuendo in modo decisivo alla vittoria dello Zenit nel torneo sovietico. Con lo Zenit vanta 202 presenze e 69 reti nel campionato sovietico e 11 presenze e 5 reti nelle competizioni europee.

## Palmarès

### Club

#### Competizioni nazionali
- Vysšaja Liga: 1

Zenit: 1984